# Тайная доктрина
«Та́йная доктри́на, си́нтез нау́ки, рели́гии и филосо́фии» (англ. The Secret Doctrine, the Synthesis of Science, Religion and Philosophy) — сочинение по эзотерике, главное сочинение Елены Блаватской в трёх томах.
Первоначально книга была издана в двух томах в 1888 году, третий том был опубликован после смерти писательницы в 1897 году. Основу «Тайной доктрины» составляют стансы, переведённые из сокровенной «Книги Дзян» с комментариями и пояснениями автора. Также в книге подробно рассматривается фундаментальная символика, используемая великими религиями и мифологиями мира. В первом томе речь идёт об образовании Вселенной. Второй том рассматривает происхождение и эволюцию человека.
Третий том содержит истории некоторых известных оккультистов.
Перевод на русский язык с английского оригинала выполнен Еленой Рерих (первая половина 1930-х годов). Французские теософы издают «Сжатую версию „Тайной доктрины“ Е. П. Блаватской».
Рассматривается многими приверженцами нью-эйдж как главный источник знаний. Влияние учения Блаватской простиралось далеко за пределы теософских кругов и проявилось в идеологии нацизма.

## Свидетельства теософов о написании и публикации

### Первоначальный замысел
А. Н. Сенкевич писал, что Блаватская однажды охарактеризовала свою первую книгу как «произведение неудовлетворительное, сбивчиво и неясно написанное». Махатма Кут Хуми в одном из писем А. П. Синнетту заметил, что «Разоблачённую Изиду» следовало бы переписать заново:

«Разве вы не видите, что всё, что вы находите в „Изиде“, чуть обрисовано, едва набросано — ничего завершённого или полностью раскрытого. Ладно, время настало, но где работники для такой огромной задачи?»
У. К. Джадж в письме из Парижа весной 1884 года сообщил, что он помогает Блаватской в работе над её новой книгой, которая будет называться «Тайная доктрина» и о издании которой уже объявлено в журнале «Теософ».
В 1884 году руководители Теософского Общества определили, что новая книга будет издана «в двадцати частях, приблизительно по семьдесят семь страниц каждая», однако в январе 1885 года «по указанию Учителя Е. П. Б. планы были изменены».

### Свидетельства очевидцев
Д-р Вильгельм Хюббе-Шлейден рассказал о работе Е. П. Б. в Вюрцбурге. Он говорит, что когда посетил её в октябре 1885 года… при ней было всего несколько книг, не больше полудюжины… Он видел, как она записывает предложения, будто списывая их с чего-то, что находится перед ней, но невидимого для других… Он обнаружил в её рукописях много исправлений и пометок, синим карандашом, сделанных знакомым ему почерком К. X..

«Я видел множество поправок и примечаний синим карандашом, сделанных хорошо известным почерком Учителя К. X. в её рукописи и в книгах, которые лежали на письменном столе. Я принципиально отметил это утром, до того, как она начала работать. Я спал на кушетке в её рабочей комнате после того, как она ушла к себе, и кушетка стояла всего лишь в нескольких шагах от письменного стола. Я хорошо помню своё удивление тем утром, когда обнаружил великое множество страниц полного формата, исписанных от руки синим карандашом. Они лежали на столе напротив того места, на котором писала она сама. Я не знаю, каким образом попали туда эти страницы. Но я не видел их до того, как заснул, и никто во плоти не входил ночью в эту комнату, ибо сплю я чутко».
Констанция Вахтмейстер вспоминала, как однажды, войдя в кабинет Е. П. Б., она обнаружила, что весь пол усыпан листами забракованной рукописи. Она поинтересовалась причиной этого беспорядка, и Е. П. Б. ответила:

«Я уже двенадцать раз пыталась написать эту страницу правильно, но каждый раз Учитель говорил, что это неверно. Думаю, я сойду с ума от такого количества вариантов, однако оставьте меня в покое, я не могу прерваться, пока не решу эту задачу, даже если мне придется работать всю ночь напролёт».
Час спустя Е. П. Б. сообщила, что, наконец, эта страница к её великому удовлетворению была закончена.
К. Вахтмейстер вспоминала, что иногда ранним утром она видела на письменном столе Е. П. Б. лист бумаги, исписанный красными чернилами незнакомым ей почерком. На её вопрос о значении этих таинственных записок Е. П. Б. ответила, что они определяют её работу на текущий день.
Вахтмейстер пишет в своих мемуарах, что в процессе работы над книгой Блаватская находилась «в непосредственном контакте с конкретными восточными адептами»:

«Мне посчастливилось присутствовать при её рождении, читать рукописи и быть свидетельницей того оккультного пути, по которому она получала информацию».

### Свидетельство автора
В письме Г. С. Олкотту из Вюрцбурга Блаватская сообщила, что «сейчас она абсолютно одна со своим креслом, чернильницей и немногими книгами» (в отличие от ситуации с «Изидой», когда ей помогал Олкотт), но, несмотря на это, она за четыре часа написала раздел объёмом в сорок страниц, не заглядывая ни в одну из книг, а «просто слушая».
В письмах Синнетту она рассказывала:

«Каждое утро появляется новое место и новое событие. Я снова веду двойную жизнь. Учитель находит, что мне слишком трудно смотреть на астральный свет в работе над моей „Тайной доктриной“, находясь в сознании, и поэтому уже примерно две недели я наблюдаю всё, что мне нужно, как бы во сне. Я вижу огромные, длинные рулоны бумаги, на которых всё написано, и потом восстанавливаю это по памяти…»

Я очень занята «Тайной доктриной». То, что было в Нью-Йорке, повторяется несравненно яснее и лучше!… Такие передо мною картины, панорамы, сцены, допотопные драмы!… Ещё никогда лучше не слышала и не видела.
Блаватская рассказывала Констанции Вахтмейстер, что если ей надо было справиться и получить сведения из какой-нибудь книги, она «концентрировала свой ум, чтобы создать астральную копию» той книги, откуда можно было взять всё, что ей было нужно.

### Соавторство
Соавторство «Тайной доктрины» было разъяснено в письмах от махатм Мориа и Кут Хуми д-ру Хюббе-Шлейдену, полученных им в Германии в начале января 1886 года. Копии этих писем Е. П. Б. послала У. К. Джаджу в Америку для будущего использования. В 1926 году они были опубликованы в «Письмах Учителей Мудрости» (№ 69, 70).

«„Тайная Доктрина“ по выходе в свет будет представлять собою труд трёх авторов: М., Упасики и покорнейшего слуги доктора». Подпись: К. Х. «Если это может быть в какой-то степени полезным и поможет д-ру Хюббе-Шлейдену, — хотя я в этом сомневаюсь, — я, нижеподписавшийся смиренный факир, удостоверяю, что „Тайная Доктрина“ продиктована Упасике отчасти мною и отчасти моим Братом К. Х.». Подпись: М.
В 1888 году махатма Кут Хуми писал Олкотту:

«Я также обратил внимание на ваши мысли о „Тайной Доктрине“. Будьте уверены, что то, что она не снабдила примечаниями из научных и других трудов, мы дали и внушили ей. Каждая ошибка или ошибочное представление, исправленные и объяснённые ею из сочинений других теософов, были исправлены мною или по моему поручению. Это более ценный труд, чем его предшественник, это — конспект оккультных истин, который сделает его источником информации и наставлений для серьёзно изучающих его в течение длительного времени в будущем».

### Публикация
Большую помощь Е. П. Б. в подготовке её рукописи к публикации оказали д-р Арчибальд Кейтли и его родственник Бертрам Кейтли. Б. Кейтли вспоминал, как они, внимательно прочитав всю рукопись — кипу около метра высотой, — исправили английский и пунктуацию там, где это было совершенно необходимо, и затем, после длительных консультаций, «предстали перед автором».

«…Мы изложили перед ней свой план, который был подсказан нам характером самого предмета, а именно — сделать труд четырёхтомным, при этом первые два тома должны были подразделяться на три части: 1) стансы и комментарии к ним; 2) символизм; 3) наука. Далее, вместо того чтобы сделать первый том, как она намеревалась, историей некоторых великих оккультистов, мы посоветовали ей последовать естественному порядку изложения, и начать с эволюции космоса, от неё перейти к эволюции человека, а затем, в третьем томе, заняться исторической частью, разобрав жизнь великих оккультистов, и наконец, рассказать о практическом оккультизме в четвёртом томе… Этот план мы изложили перед Блаватской, и она его должным образом утвердила».
Силами энергичных помощников Е. П. Б. была создана Теософская издательская компания, взявшая в свои руки издание нового теософского журнала «Люцифер», и затем осуществившая издание «Тайной доктрины».
Первый том «Тайной доктрины» (ТД) вышел в свет в Лондоне 1 ноября 1888 года, второй — 28 декабря того же года.
Блаватская полагала, что «родительский ствол» всех без исключения религий и философских систем содержит в себе «великую Истину», которая «до настоящего времени» была скрыта, искажена или просто игнорировалась. После выхода из печати первого тома она написала в своём журнале, что «Тайная доктрина», книга, в которой изложено всё, что может быть передано человечеству в «текущем столетии», представляет собой попытку расчистить часть общего фундамента всех — великих и малых религий и философских систем. «Было признано необходимым взорвать весь огромный пласт окаменевших предрассудков и заблуждений, скрывающих ныне единое основание (а) всех великих мировых религий, (б) малых сект и (в) теософии в её современном изложении — как бы глубоко ни оказалась скрытой от нас великая Истина по причине нашей собственной ограниченности и несовершенства наших познаний».
В апреле 1891 года Е. П. Б. писала, что ранее было обещано издать третий и даже четвёртый тома «Тайной доктрины», и что третий том уже почти полностью готов. В конце того же (последнего для неё) апреля Е. П. Б. в статье «Мои книги» написала:

«…В случае с „Тайной доктриной“ около полудюжины теософов работали над редактированием, помогая организовать материал, исправить несовершенный английский и подготовить книгу к печати. Но ни один из них, с первого до последнего, никогда не станет претендовать на фундаментальную доктрину, философские заключения и учения. Ничего этого я не изобрела, а только провозгласила, как была научена; или, цитируя в „Тайной доктрине“ Монтеня (ТД1, стр. 46): „Я лишь составил букет из лучших восточных цветов и не привнёс от себя ничего, кроме ниточки, связывающей их“. Сможет ли хоть кто-то из моих помощников сказать, что я не заплатила полной цены за ниточку?»

## Основные идеи книги

### Три фундаментальных принципа
Элвин Кун в главе VIII своей работы описал три основных положения, или три фундаментальных принципа, «Тайной Доктрины»:
1) Вездесущий, Вечный, Бесконечный и Неизменный Принцип, о котором никакие рассуждения невозможны — он выше человеческого понимания — Единая Абсолютная Реальность, Бесконечная Причина, Непостижимый, Беспристрастный Инициатор и Бескорний Корень всего — чистая Бытийность — Сат. В оккультизме это выражается двумя аспектами: Абсолютным Пространством и Абсолютным Движением, представляющим необусловленное сознание. Д-р Кун пишет, что здесь Блаватская вводит концепцию силы, осуществляющей связь между духом и материей. Эта энергия, под названием «фохат», представляет собой «мост», благодаря которому «идеи», существующие в Божественном Интеллекте запечатлеваются в космической субстанции как «Законы Природы».
2) Второй принцип констатирует абсолютную универсальность закона периодичности, отмечаемой и описываемой физической наукой во всех областях природы. Благодаря этой периодической активности пространство представляет собой «арену бесчисленных вселенных, беспрестанно проявляющихся и исчезающих».
3) Идентичность и фундаментальное единство всех индивидуальных душ со вселенской Сверхдушой, микрокосма с макрокосмом. История индивидуальной, или персонифицированной, души, таким образом, неизбежно копирует жизнь вселенной, представляя собой паломничество через материальные и духовные миры согласно законам кармы и перевоплощения. Отсюда вытекает необходимость «погружения в материю» до самых низких и наиболее инертных форм и обратного восхождения к бестелесному состоянию.
Таким образом, по мнению д-ра Куна, эти три основных принципа выражают соответственно Бытийность, Становление и Бытие извечного Того (That), каковое и есть Жизнь.

### Универсальная формула космической эволюции
Блаватская утверждает, что намеченная в стансах история космической эволюции — это абстрактная формула, применимая с соответствующими изменениями ко всей эволюции, будь то эволюция Земли, эволюция цепи планет, в которую входит наша Земля, эволюция Солнечной системы, к которой эта цепь относится, и так далее. Семь стансов I тома представляют семь членов этой абстрактной формулы. В изложении д-ра Куна:
Станс I описывает состояние Абсолюта во время пралайи, или «Ночи Брахмы».
Станс II продолжает описание «спящей» вселенной, однако, с учётом признаков пробуждения.
Станс III описывает завершающие вибрации «седьмой вечности», которые вызывают «трепет бесконечного пространства», озвучивая новый манвантарический рассвет.
Станс IV описывает изначальную Сущность, пробуждённую к деятельности. Она порождается (или эманирует из него) Единым (всеобщим гомогенным субстратом). Затем эта Сущность проецирует из себя Пару (или расщепляется надвое), Отца-Мать, и уже они, взаимодействуя между собой, производят «Сынов», или «Лучи», которые, благодаря обладанию словом силы, становятся «Воинством Гласа» (законами природы), строителями миров вселенной.
Станс V подробно изображает процесс творения, которым управляют различные «Семеричные иерархии», «Дыхания» и «Сыны». Согласно эзотерической доктрине, чтобы стать полностью божественным, духовный интеллект должен пройти через человеческую стадию, и не обязательно на нашей Земле.
Станс VI описывает следующие стадии дифференциации жизненного принципа в его начальных формах. Физическое тело человека — всего лишь один из семи элементов его существа, и планета, аналогично, представляет собой только внешнюю оболочку своего существа, своё плотное тело.
Станс VII прослеживает нисхождение жизни до появления человека.

### Некоторые «космогенезисные» выводы
Блаватская пишет, что «всё во Вселенной, во всех её царствах, сознательно, то есть, наделено сознанием соответствующего вида и плана восприятия. Нам, людям, надлежит помнить, что если мы не видим признаков сознания в нашем понимании, скажем, у камней, то это ещё не даёт нам права говорить об отсутствии у них сознания». Нет так называемой «мёртвой» или «слепой» материи, как нет и «слепого» или «бессознательного» закона. Подобным понятиям нет места в оккультной философии. Последняя никогда не останавливается на поверхностных видимостях, и ноуменальные сущности для неё более реальны, нежели их объектные соответствия.
Автор утверждает, что Вселенная создаётся и направляется изнутри наружу. Как вверху, так и внизу, как на небе, так и на земле, и человек, микрокосм и миниатюрная копия макрокосма, есть живое свидетельство этому вселенскому закону и образу его действий. Мы видим, что каждое внешнее движение, действие или жест, будь то волевое или механическое, органическое или умственное, производится и предваряется внутренним чувством, или эмоцией, волей или желанием, мыслью или умом. Как никакое внешнее движение или изменение во внешнем теле нормального человека невозможно без внутреннего импульса, данного через одну из трёх названных функций, так и во внешней, или проявленной, вселенной. «Весь Космос управляется, контролируется и одушевляется почти бесконечными рядами иерархий сознательных Существ, каждая из которых имеет собственное предназначение и которые — назовём ли мы их тем или иным именем, будь то Дхиан-Чоханы или ангелы, — суть „вестники“ лишь в том смысле, что они являются исполнителями законов Кармы и Космоса». Они бесконечно разнятся степенями своего сознания и интеллекта, и называть их чистыми духами без, какой бы то ни было, земной примеси, «которая становится добычей времени», — значит лишь потворствовать поэтическим фантазиям. Ибо каждое из этих Существ либо было человеком в предыдущих манвантарах, либо готовится стать им, если не в текущей, то в следующей манвантаре. Это либо совершенные люди, либо люди в зачаточном состоянии, и в своих более высоких и менее материальных сферах они морально отличаются от земных людей лишь тем, что лишены чувства личности и человеческой эмоциональной природы — двух чисто земных особенностей.

### Авраамические религии
«Тайная доктрина» рассматривает иудейскую веру как вредную для человеческой духовности. Чтобы достичь этого «синтеза науки, религии и философии», работа требовала отказа от иудейской религии, в частности, её концепции Бога. Блаватская охарактеризовала «Бога Авраама, Исаака и Иакова» как «злобного и мстительного». Во втором томе она признала его как Создателя человека и Бога Моисея, но далее определила его как гностического «Демиурга» (второстепенное божество) по имени Ильда-Баоф, который восстал против своей матери Софии, чтобы создать физическую вселенную. Его создание человека было неудачным, в результате чего бездушное существо было заблокировано от духовного вознесения, потому что демиург намеренно оставил его невежественным в отношении добра и зла.
Напротив, Блаватская определила главу святого Логоса как Сатану, старейшего и высочайшего из ангельских богов, который также носит имена Люцифер и Кумара. Творческое фиаско Ильда-Баофа вызвало восстание Люцифера и одной трети ангельского воинства, которые решили прийти к человечеству с просвещением, которое утаивал от людей их создатель. «Сатана, Змей Бытия, есть настоящий создатель и благодетель, Отец Духовного человечества». Иудаизм рассматривался как отражение своего божества: «религия ненависти и злобы ко всем и всему вне себя». Когда Блаватская все же заимствовала из иудейской религии определенные аргументы, она утверждала, что любая духовная мудрость, проявленная евреями, является следствием того, чему они научились «у халдеев и египтян». Она приравняла «солнечных ангелов» к «падшим ангелам», иудейско-христианской концепции, происходящей от понятия еврейских нефилим, описанных в Быт. 6:4. Касаясь темы Сатаны, она цитировала «раввинов» и Талмуд, чтобы подтвердить свою позицию, но пришла к выводу, что «Иегова (человечество или „Jahhovah“) и Сатана (следовательно, искушающий Змей) — это одно и то же в каждой своей детали». Перевод Блаватской слова «Иегова» здесь является симптоматичным для её произвольного подхода к библейскому ивриту, который она объявила мертвым языком, никому непонятным и датируемым не ранее IV века н. э.

### Новые положения в антропогенезе
Большая часть теософии Блаватской заимствована из индуизма, тибетского буддизма, гностицизма и люциферианского оккультизма. Первый источник внес вклад в теософскую теорию «расового цикла», согласно которой происходит периодическая смерть и возрождение (юга) человеческой расы, избавляя человечество от слабых и старых «эго» и обеспечивая духовное развитие. На вершине нынешнего цикла человечества находятся «арийцы»; на противоположном конце стоят «лемурийцы», древняя раса, воплощающая «наименее развитые эго», которые, тем не менее, бросили вызов закону расовых циклов, пережив несколько юг вплоть до наших дней. В оккультной традиции (как, например, у духовной преемницы Блаватской Алисы Бейли), лемурийцы дали начало евреям. Каждая раса несёт особую карму, причём утверждается, что страдания евреев на протяжении истории справедливо вызваны их «расовой кармой».
Блаватская пишет, что в связи с эволюцией человека Тайная Доктрина выдвигает три новых положения, полностью расходящихся как с современной наукой, так и с существующими религиозными догмами. Это: (а) одновременная эволюция семи человеческих групп в семи различных частях нашей планеты; (b) рождение астрального тела перед физическим, причём первое служит моделью для второго; (с) предшествование в этом цикле, обозначаемом термином «Круг», человека всем млекопитающим, в том числе антропоидам. Кун писал, что, по утверждению Блаватской, человек, во-первых, предшествовал животным, относящимся к млекопитающим, поэтому они не его предки, и во-вторых, человек не произошёл от какого-то, подобного обезьяне, предка; напротив, обезьяны — потомки древнего человека.
Автор книги пишет, что, прежде чем приступать к изложению антропогенеза доисторических рас, следует прийти к соглашению относительно названий материков, на которых «рождались, жили и умирали четыре великих расы, предшествовавшие нашей адамической расе». У них было много архаических и эзотерических названий, которые меняются в соответствии с языком народа, упоминающего их в своих писаниях и летописях.
Первый материк, вернее, первую твердь, где божественными прародителями была развита первая раса, предлагается называть:
1) Несокрушимая священная страна.
Данное название основано на том утверждении, что эта «Несокрушимая священная страна» никогда не разделяла судьбу остальных материков, ибо она единственная, которой суждено существовать от начала до конца манвантары на протяжении каждого круга.
2) Гиперборея.
Так автор предлагает называть второй материк, страну, которая простиралась в южном и западном направлениях от северного полюса, чтобы породить вторую расу, и которая ныне известна как Северная Азия.
3) Лемурия.
Такое название автор предлагает для третьего материка. Материк этот включал в себя некоторые области нынешней Африки, но в основном этот гигантский континент, простиравшийся от Индийского океана до Австралии, теперь целиком погрузился под воды Тихого океана.
4) Атлантида.
Так автор называет четвёртый материк. «Он был бы первой исторической страной, если бы на предания древних обращалось больше внимания, чем до сих пор». Знаменитый остров с этим названием, упоминаемый Платоном, был лишь остатком этого обширного материка.
5) Европа.
Блаватская пишет, что пятым материком была Америка, но так как она расположена в противоположном полушарии, то индоарийские оккультисты обычно называют пятым почти современные ей Европу и Малую Азию. Если бы их учение следовало геологическому и географическому порядку появления материков, то эту классификацию пришлось бы изменить. Но так как последовательность материков рассматривается в порядке эволюции рас, от первой до пятой, нашей арийской коренной расы, то Европу следует считать пятым большим материком.
Д-р Кун писал, что, согласно эзотерической доктрине, божественный дух, или монада, не может использовать материальную форму в качестве своего проводника без связующих функций принципа, который мог бы «стоять между ними и, в конечном счете, объединить их». Этим принципом является манас. Как фохат служит макрокосмическим посредником между духом и материей, так и манас выполняет аналогичные функции для микрокосма, человека. Полное соединение этих трёх принципов в одном организме произошло только в середине третьей коренной расы, восемнадцать миллионов лет назад.
Блаватская предполагает, что утверждение о том, что физический человек «был сначала исполином дотретичного периода и существовал 18 000 000 лет назад, всем поклонникам и приверженцам современной учёности должно, конечно, казаться нелепостью». Она пишет, что всё posse comitatus биологов отвратилось бы от концепции этого титана третьей расы вторичной эпохи, существа, «приспособленного к успешной борьбе с тогдашними гигантскими чудовищами воздуха, морей и суши». Точно также и его праотцы, эфирные прототипы атлантов, нисколько не боялись того, что не могло причинить им никакого вреда. И пусть современный антрополог, сколько угодно, продолжает она, «смеётся над нашими титанами, как смеётся он над библейским Адамом, и как теологи смеются над его собственным обезьяньим предком». Блаватская пишет, что оккультисты и их строгие критики могут согласиться, что к настоящему времени они полностью свели свои взаимные счёты. Оккультные науки, во всяком случае, требуют меньше и дают больше, нежели дарвиновская антропология или же библейская теология.
Блаватская пишет, что человеческие расы рождаются одна от другой, растут, развиваются, стареют и умирают. То же происходит с их подрасами и народами. Если всё отрицающая, как она считает, современная наука и так называемая философия не оспаривают того, что человеческое семейство состоит из разных, чётко определённых типов и рас, то лишь потому, что отрицать это невозможно. Никто ведь не станет утверждать, что нет никакой внешней разницы между англичанином, африканским негром, японцем или китайцем. С другой стороны, большинство натуралистов формально отрицает, что в наши дни ещё формируются смешанные человеческие расы, то есть, семена совершенно новых рас.
Блаватская была уверена, что её главное положение будет отвергнуто. «Нам скажут, что через какие бы формы ни прошёл человек за своё долгое доисторическое прошлое, но в будущем ему не предстоят никакие перемены, не считая небольших вариаций, как в настоящем. Следовательно, наши шестую и седьмую коренные расы мы просто придумали. На это мы вновь отвечаем: откуда вам знать?»

### Будущее человечества
Блаватская утверждает, что процесс подготовки к Шестой коренной расе будет продолжаться на протяжении всей шестой и седьмой подрас. «Но последние остатки Пятого материка исчезнут не сразу после рождения Новой расы, а лишь когда над новыми водами на поверхности нашей планеты появится новое жилище, Шестой материк, чтобы принять нового пришельца. Туда же переселятся и осядут там все, кому посчастливится избежать всеобщего бедствия. Когда это будет — как только что сказано — писательнице неизвестно». Но поскольку природа не действует резкими скачками, то и конечному катаклизму будет предшествовать множество малых погружений и разрушений, как водой, так и подземными вулканическими огнями. В сердце расы, находящейся ныне в американской зоне, будет «учащённо биться торжествующий пульс», но к появлению Шестой расы американцев останется фактически не больше, чем европейцев, ибо к этому времени они станут Новой расой и многими новыми народами. Однако Пятая раса не вымрет, но «будет ещё некоторое время жить, сосуществуя с новой расой на протяжении многих тысячелетий, видоизменяясь, как мы только что сказали, но медленнее своей новой преемницы, однако подвергаясь полному изменению умственно, физически и в росте».
Махатмы сообщили Синнетту, что, когда последний цикл эволюции человечества закончится на последней планете, и большая часть человечества достигнет уровня Будды, перейдя из объективного бытия в состояние нирваны, тогда «пробьёт час», видимое станет невидимым, конкретное возвратится к своему исходному, атомистическому, состоянию. Но мёртвые миры, оставленные несущимся вперёд потоком Жизни, не навсегда останутся мёртвыми.

## Критика
Известный учёный Макс Мюллер писал:

Невозможно изучить буддизм без предварительного освоения санскрита и пали, иначе не прочесть канонические книги и даже не записать названия правильно. Мадам Блаватская не сделала это, хотя у неё было достаточно способностей, чтобы изучить санскрит или пали. Но даже её информаторы, видимо, были почти полностью невежественны в этих языках, или, возможно, они пользовались её доверчивостью самым бесстыдным образом.
Протоиерей Александр Мень считал книгу Блаватской «невероятной мешаниной из надёрганных отовсюду без всякой системы сведений», пятьдесят процентов которых уже устарело.

Блаватская исходила из мысли, что все религии коренятся в едином эзотерическом (тайном) учении, которое в наиболее чистом виде сохранили индийские религии с их понятиями об Абсолюте, метемпсихозе, карме и т. д. В своей книге «Тайная Доктрина» она собрала обширный, но часто непроверенный материал для доказательства этого тезиса. Произвольно оперируя сведениями и гипотезами, ценность которых весьма сомнительна, она делала далеко идущие выводы о «тайном учении», зашифрованном в Библии.<…> Многие идеи Блаватская заимствовала у гностиков. Её представление о Боге было вполне пантеистическим. Боги-творцы всех религий рассматривались ею как низшие божества. Примером её путаных и безответственных рассуждений может служить толкование идеи творения и понятия о творцах (демиургах).
Протодиакон Андрей Кураев писал:

Нужно быть идиотом, чтобы не понять, что «Тайная Доктрина», издаваемая миллионным тиражом, на деле не может быть тайной, а является обычной пропагандой. Увы, теософы, выдавая себя за хранителей «древних тайных учений», о которых они оповещают друг друга по газетам, похоже, именно за идиотов и считают всех окружающих.
Священник Д. Дружинин писал:

Издёвкой над реальной историей является «историзм» теософского антропогенеза… Исторические построения основоположников теософии лишены каких-либо серьёзных доказательств, зиждутся на грубых, невежественных и фантастичных фальсификациях. Многочисленные факты такого рода вскрыты исследователями теософии (М. Мюллером, Г. Тиллеттом, протодиаконом Андреем Кураевым, В. Ю. Питановым).
Теософские учения, изложенные в книгах Блаватской и других членов Теософского Общества, неоднократно подвергались жёсткой критике. Многие авторы выражали сомнение по поводу источников информации, сообщаемой теософами. В частности, К. Пол Джонсон утверждал, что «махатмы», о которых писали теософы и чьи письма представили, в действительности являются идеализациями людей, которые были менторами Блаватской. Джонсон заявил, что Кут Хуми — это Такур Сингх Сандханвалиа, член Сингх Саба, Индийского национально-освободительного движения и реформаторского движения сикхов. Махатма Мориа — это Махараджа Ранбир Сингх из Кашмира, который умер в 1885 году. Некоторые учёные отмечали, что имеется мало доказательств того, что «махатмы» Блаватской когда-либо существовали.

## Влияние
Одним из связующих звеньев учения Блаватской и идеологии нацизма был барон Рудольф фон Зеботтендорф, преданный поклонник Блаватской и основатель Общества Туле, созданного в 1918 году в Мюнхене. Эта организация многое заимствовала из «Тайной доктрины». Среди её членов или близких к нему лиц было несколько будущих нацистских лидеров. Ещё в 1920 году Зеботтендорф называл евреев космическими врагами, и конечной целью, по его мнению, должно быть «очищение» от них. Другим связующим звеном был ученик Блаватской Карл Хаусхофер, чьи «геополитические» доктрины служили нацистам до и после 1933 года, и который, как предполагают некоторые, мог познакомить Гитлера с «Тайной доктриной» после их встречи в Ландсбергской тюрьме в 1924 году. Ещё один ученик Блаватской, Дитрих Эккарт, с гордостью заявлял, что посвятил Гитлера в «Тайную доктрину».
Немецкий художник Макс Бекман «под впечатлением» от прочитанной им в 1934 году «Тайной доктрины» сделал несколько различных набросков «на тему» второго тома книги («Антропогенезис»). Альбом с этими рисунками «находится в вашингтонской Национальной галерее».

## Комментарии
1. ↑  В. С. Соловьёв перевёл название книги как «Тайное учение».[1]
2. ↑  «472 editions published between 1888 and 2014 in 8 languages and held by 1,877 WorldCat member libraries worldwide».[3]
3. ↑  Авторы статьи о Блаватской в «Энциклопедии индуизма» констатировали, что её главное произведение «остаётся одним из наиболее важных оккультных сочинений, изданных на Западе».[4]
4. ↑  Д-р Калнитски писал, что на Западе, в XIX веке, было три общепризнанных области знания: наука, религия и философия. Несмотря на их различие, предполагалось, что они — самые надёжные и авторитетные источники знания, способные дать фундаментальное представление о действительности. Блаватская же полагала, что, хотя все эти категории имеют как экзотерическую, так и эзотерическую сторону, доминирующее мировоззрение западного общества было полностью экзотерическим, в то время как эзотерическая ориентация, по её мнению, была более разумной и поэтому заслуживающей общественного одобрения. Видимо, интуитивно определив важность этих источников, Блаватская выбрала подзаголовок «Тайной доктрины» — «Синтез науки, религии и философии». См.[5]
5. ↑  "Елена Петровна Блаватская создавала «Тайную доктрину» в течение четырёх лет".[6]
6. ↑  По поводу стансов из «Книги Дзиан» религиовед Ариэль Санат писал, что этому «главному источнику всего теософского учения можно было бы дать более значащее для современной аудитории  название: "Стансы  Дзэн". "Дзиан", согласно Блаватской, является синонимом японского слова "дзэн", использующегося в настоящее время практически во всех языках».[8]
7. ↑  «В „Тайной доктрине“ изложены космогонические и антропогонические идеи: вечность и „периодичность“ бытия, иерархичность его „планов“, смена человеческих „рас“».[9]
8. ↑  «Уже было невозможно обходиться заимствованиями из древних верований, цитатами из утраченных апокрифов. Необходима была действительно монументальная книга по оккультизму. И этой книгой для теософов стала „Тайная доктрина“».[13]
9. ↑  По мнению Роберта Эллвуда, «меньше всего теософы хотели», чтобы их доктрина продолжала быть "тайной".[15]
10. ↑  См. также: Разоблачённая Изида#Невидимые соавторы (информация из «Британники»).
11. ↑  Графиня Вахтмейстер (1838—1910), вдова шведского посла в Великобритании; перешла в теософию из спиритуализма в 1881г.; была близкой подругой и сторонницей Блаватской.[18]
12. ↑  Constance Wachtmeister Reminiscences of H.P. Blavatsky and «The Secret Doctrine», цит. по[20]
13. ↑  А. Н. Сенкевич писал: «Под диктовку махатмы Мории, своеобразного ключника у врат эзотерической мудрости, было создано автоматическим письмом, как уверяла Елена Петровна, её основное произведение „Тайная доктрина“».[21]
14. ↑  «Высшие способности чувств (гиперстезия), благодаря которым йогин может видеть и слушать на расстоянии, появляются как результат сосредоточенности».[22]
15. ↑  По мнению Нандора Фодора, «Тайная доктрина» была написана, по большей части, в аномальном состоянии сознания автора. См.[23]
16. ↑  «Имелись в виду картины психографического ясновидения, „внушения“, как она их называла».[6]
17. ↑  Упасика — слово, часто используемое махатмами для Е. П. Б., так как во время её пребывания у них в Тибете она взяла  буддийские обеты мирской сестры. См. Письма Кут Хуми Ледбитеру#Первое письмо.
18. ↑  Д-р Арчибальд Кейтли (1859—1930), член Теософского Общества с 1884 г., генеральный секретарь Теософского Общества Великобритании в 1888-90 г.г.; оказал большую помощь Блаватской в редактировании «Тайной доктрины».[18]
19. ↑  Бертрам Кейтли (1860—1944), математик, выпускник Кембриджского университета, член Теософского Общества с 1884 г.; помогал Блаватской в редактировании «Тайной доктрины». Брат отца Арчибальда Кейтли.[18]
20. ↑  Cit. Blavatsky H. P. Is Theosophy a Religion? // Lucifer, vol. III, № 15, Nov., 1888, p. 177—187.[26]
21. ↑  «Блаватская называла себя не творцом системы, а лишь проводником Высших Сил, хранителем сокровенных знаний Учителей, Махатм, от которых она получила все теософские истины».[27]
22. ↑  Then she (Blavatsky) adds: «Pull the 'string' to pieces, if you will. As for the nosegay of facts — you will never be able to make away with these. You can only ignore them and no more».[28]
23. ↑  Исследования по идентификации упоминаемых Блаватской «Книг Киу-Те», составляющих, как оказалось, вместе с «Книгой Дзиан» тантрический раздел Тибетского Канона, были проведены тибетологом Дэвидом Рейглом[англ.].[37]
24. ↑  Гудрик-Кларк писал, что в «Тайной доктрине» имеется четыре
фундаментальных набора идей: эволюция; семеричность конституции человека; карма и реинкарнация; и посмертные состояния. По его мнению, несмотря на санскритскую, тибетскую и
буддийскую терминологию, космология Блаватской имеет глубокие корни в известном постулате герметизма и каббалы — «как вверху, так и внизу», являющемся основой
западного эзотеризма[32].
25. ↑  Эллвуд писал, что Блаватская сравнивала сознание с зеркалом. Действительно, вселенная напоминает «магический зеркальный зал», в котором реальность каждого субъекта, каждого «странника», зависит от его особенностей отражения всех других "зеркал".[44]
26. ↑  Согласно учению Капилы, «пракрити, вступая в связь с пурушей, образует мир объектов. Эволюция вселенной начинается с соприкосновения пуруши (Я) с пракрити (первичной материей). Однако связь между пурушей и пракрити не похожа на какое-либо обычное соединение двух ограниченных материальных субстанций. Это особая разновидность действенной связи, посредством которой пракрити подвергался влиянию пуруши, подобно тому, как наше тело приходит в движение под влиянием мысли. Эволюция не может начаться, пока пракрити и пуруша не связаны друг с другом. Она обусловлена не одним только Я (ибо оно неактивно); она не может начаться и при наличии одной материи, так как последняя неразумна. Если вообще можно говорить о какой-либо эволюции мира, то активность пракрити должна находиться под руководством пуруши».[45]
27. ↑  «Вселенная разворачивается сама, из своей собственной Сущности, не будучи сотворенной».[27]
28. ↑  Согласно учению Шанкары, «чистое бытие, являющееся общей причиной всего мира, хотя и проявляется во всевозможных формах, само по себе бесформенно; оно не имеет частей, хотя и подразделяется на различные формы; оно бесконечно, хотя и проявляется во всех конечных формах. Таким образом, Шанкара достигает концепции бесконечного, неопределённого бытия как сущности или материальной причины мира, которую он называет Абсолютом, или Брахманом. Однако наделено ли это Абсолютное Бытие сознанием? Обычно мы думаем, что внешние объекты лишены сознания, а внутренние состояния нашего ума наделены им. Каков же критерий наличия сознания? Состояние духа сознательно потому, что его существование самообнаруживается, проявляет себя. Но ведь когда мы воспринимаем внешний мир, его существование также обнаруживает, проявляет себя. Сила проявления присуща как внутренним, так и внешним формам бытия, и поэтому можно доказать, что бытие, принадлежащее как внутренним, так и внешним областям, должно обладать силой обнаружения самого себя. Таким образом, более разумно было бы полагать, что Абсолютное Бытие по своей природе есть самообнаруживающееся сознание».[46]
29. ↑  Эллвуд отметил, что сочетание благоприятных для жизни факторов в нашей вселенной «поразительно», и если бы хотя бы одна из всего набора мировых физических констант была «немного изменена», то в этой вселенной было бы невозможно существование даже одной-единственной, пригодной для жизни, планеты.[48]
30. ↑  «All worlds pass through seven great periods of manifestations called Rounds… In each of these rounds, periods of incalculable duration, there are seven great root-races».[31]
31. ↑  «Man was the first of mammalian creatures to arrive in the Fourth Round. He came in the first race of the Round, several hundred million years ago. But he was not then the kind of being he is now. He was not then compounded of three elements, body, mind, and spirit. His body was being organized by the slow accretion of material around a purely ethereal or astral matrix or shell, provided for the purpose by the Lunar Pitris, in successive sojourns in the mineral, vegetable, and animal realms, during the three preceding Rounds».[50]
32. ↑  «In Blavatsky's scenario, every root race except the first suffered one or more cataclysms».[52]
33. ↑  Могучее множество (лат.)
34. ↑  Д-р Хаммер писал, что «Тайная доктрина» представляет собой  «парадигматический пример того, как можно сочленить негативное отношение к науке с позитивным».[56]
35. ↑  «В вере Запада в эволюцию форм, по Дарвину, отсутствовало представление о человеческой душе. Жизнь в её бесконечной текучести и необратимости не укладывалась в прокрустово ложе новой материалистической доктрины. Три взаимодействующих фактора — изменчивость, наследственность и естественный отбор — осуществляли, по Дарвину, эволюцию. В этом треугольнике не было, естественно, места для ирреальной реальности. У прагматичного Запада с его приземлённым подходом к жизни не нашлось к тому же достаточно здравого смысла, чтобы обрести веру в эволюцию души, в эволюцию сознания».[57]
36. ↑  По мнению д-ра Арнольда Калнитски, большая часть книги Блаватской посвящена объяснению, как и почему эзотерические представления превосходят и догматическое, и рациональное, и научное мировоззрение.[58]
37. ↑  «Each root-race has seven sub-divisions or sub-races».[31]
38. ↑  «The beginnings of the sixth sub-race are taking form in America, we are told».[55]
39. ↑  См. Письма махатм#О планетных цепях.
40. ↑  «Человечеству предстоит завершить цикл пятой расы и пройти процесс эволюции внутри шестой и седьмой рас. В конце седьмой расы [седьмого круга седьмой сферы], по окончании земной манвантары, наша земная цепь передаст последующей плоды своих достижений. Это будут божественно совершенные люди, подобные Будде и Ману, которые примут руководство новой эволюцией по указанию планетного Логоса».[51]
41. ↑  Теософская концепция эволюции предполагает развитие человечества до практически безграничного духовного раскрытия по примеру таких фигур,  как Будда, Христос и других, подобных им, идеалов человеческого устремления. См.[59]
42. ↑  Священник Димитрий Дружинин, включив в список основоположников, как он пишет, «псевдотеософии», наряду с Е. П. Блаватской, священника Чарлза Ледбитера, совершенно напрасно записал себе в союзники его биографа: Г. Тиллетт характеризует ледбитеровские описания антропогенеза, в частности, пример индивидуализации в лунной манвантаре, как «точные, детализированные и научные». См.[64]
43. ↑  См. Отчёт Ходжсона, У. К. Джадж#Публикация в «Сан». См. также: Космоконцепция розенкрейцеров#Критика.
44. ↑  По словам Джонсона, он был «весьма ортодоксальным теософом в течение десяти лет» и опубликовал тогда более двух десятков статей в различных теософских журналах. См.:
Johnson K. P. Research That is Destructive of Belief Systems. 1994
Johnson K. P. Seeing Auras. 1995.
45. ↑  Также см.[68]
Однако следует заметить, что несколько ранее А. И. Андреев писал, что  исследование  С. Грофом случаев мистического «расширения сознания» и «переживания встреч со сверхчеловеческими духовными сущностями», от которых человек получал «послания, информацию и объяснения по разным экстрасенсорным каналам», могут дать ключ к разгадке феномена теософских «махатм» —  «духовных гидов с более высокого плана сознания». (См. Андреев А. И. Оккультист Страны Советов. М.: 2004).

### Энциклопедии и словари
- Fussel J. H., Poutz M. Theosophy // The New Schaff-Herzog Encyclopedia of Religious Knowledge / Под ред. S. Jackson. — New York: Funk and Wagnalls, 1911. — Vol. 11. — P. 407—410.
- Percival H. W. Theosophy // The New International Encyclopaedia / Под ред. D. C. Gilman, H. T. Peck, F. M. Colby. — New York: Dodd, Mead, 1905. — Vol. 19. — P. 204—206.
- Fodor N. Mme Helene Petrovna Blavatsky (1831–91) // Encyclopaedia of Psychic Science. — Переиздание. — London: Arthurs Press, 2003. — P. 31—32. — 415 p. — ISBN 9780766139312.
- Jones C., Ryan J. D. Blavatsky, Helena Petrovna // Encyclopedia of Hinduism. — New York: Facts On File, 2007. — P. 86—87. — 593 p. — (Encyclopedia of World Religions). — ISBN 0816075646.
- Без автора. Блаватская Елена Петровна // Краткий философский словарь / Под ред. А. П. Алексеева. — 2-е изд., перераб. и доп. — М.: ТК Велби, изд-во Проспект, 2004. — С. 34—35. — 496 с. — 5000 экз. — ISBN 5-98032-320-1.
- Митюгова Е. Л. Блаватская, Елена  Петровна // Новая философская энциклопедия: в 4-х томах / Предс. научно-ред. совета В. С. Стёпин. — 2-е изд., испр. и допол. — М.: Мысль, 2010. — ISBN 978-5-244-01115-9.

### Научные публикации
- Blavatsky, Helena Petrovna 1831—1891 (англ.). OCLC WorldCat. Дата обращения: 27 марта 2016.
- Ellwood R. S. Theosophy: A Modern Expression of the Wisdom of the Ages. — Wheaton, IL.: Theosophical Publishing House, 1986. — 237 p. — ISBN 9780835606073.
- Goodrick-Clarke N. The Western Esoteric Traditions: A Historical Introduction (англ.). — New York: Oxford University Press, 2008. — 296 p. — ISBN 9780199717569.
- Hammer O. Claiming Knowledge: Strategies of Epistemology from Theosophy to the New Age. — Переиздание 2001. — Boston: Brill, 2003. — 550 p. — (Studies in the history of religions). — ISBN 9789004136380.
- Kalnitsky A. The Theosophical Movement of the Nineteenth Century: The Legitimation of the Disputable and the Entrenchment of the Disreputable. — Pretoria: University of South Africa, 2003. — 443 p.
- Kuhn A. B. Theosophy: A Modern Revival of Ancient Wisdom. — Whitefish, MT: Kessinger Publishing, 1992. — 381 p. — (American religion series: Studies in religion and culture). — ISBN 978-1-56459-175-3.
- Newman, Hannah. Blavatsky, Helena P. (1831–1891) // Antisemitism: a historical encyclopedia of prejudice and persecution (англ.) / Richard S. Levy[англ.], editor. — Santa Barbara: ABC-CLIO, 2005. — Vol. 1 (A–K). — P. 72—73. — 828 p. — (Contemporary world issues). — ISBN 978-1-85109-439-4.
- Newman, Hannah. Secret Doctrine, The (1888) // Antisemitism: a historical encyclopedia of prejudice and persecution (англ.) / Richard S. Levy[англ.], editor. — Santa Barbara: ABC-CLIO, 2005. — Vol. 2 (L–Z). — P. 645—646. — 828 p. — (Contemporary world issues). — ISBN 978-1-85109-439-4.
- Reigle D. The Books of Kiu-te, or, The Tibetan Buddhist tantras. — San Diego: Wizards Bookshelf, 1983. — 68 p. — (Secret doctrine reference series). — ISBN 0913510491.
- Reigle D., Reigle N. Blavatsky's Secret Books: Twenty Years' Research. — San Diego: Wizards Bookshelf, 1999. — 181 p. — ISBN 9780913510766.
- Sellon E. B., Weber R. Theosophy  and The Theosophical Society // Modern esoteric spirituality / Под ред. A. Faivre, J. Needleman. — New York: Crossroad, 1992. — P. 311—329. — 448 p. — (World spirituality). — ISBN 0-8245-1145-X.
- Tillett G. J. Charles Webster Leadbeater (1854—1934), a biographical study. — Sydney: University of Sydney, 1986. — 1169 p.
- Бычков В. В. и др. О герметизме и эзотерике в искусстве // Триалог. Разговор второй о философии искусства в разных измерениях / Реценз.: А. В. Новиков, Д. Б. Голобородько. — М.: ИФ РАН, 2009. — С. 154—173. — 212 с. — 500 экз. — ISBN 978-5-9540-0134-1.
- Радхакришнан С. Индийская философия = Indian Philosophy / Под ред. О. К. Аржановой, А. Г. Бельского и др. — М.: Издательство иностранной литературы, 1956. — Т. I. Архивировано 3 июня 2016 года.
- Радхакришнан С. Индийская философия = Indian Philosophy / Пер. с англ. Я. В. Воробьева, Г. А. Зайченко и др. под общ. ред. В. А. Малинина. — М.: Издательство иностранной литературы, 1957. — Т. II. Архивировано 24 сентября 2015 года.
- Соловьёв В. С. Рецензия на книгу Е. П. Блаватской «The Key to Theosophy» // Русское обозрение : журнал. — 1890. — № 8.
- Трефилов В. А. Глава XVII. Надконфессиональная синкретическая религиозная философия // Основы религиоведения. Учебник / Под ред. И. Н. Яблокова. — М.: Высшая школа, 1994. — С. 233—245. — 368 с. — ISBN 5-06-002849-6.
- Чаттерджи С., Датта Д. Древняя индийская философия = An Introduction to Indian Philosophy / Пер. с англ. под ред. В. И. Кальянова. — М.: Издательство иностранной литературы, 1955.

### Публикации критиков
- Jenkins P. Mystics and Messiahs: Cults and New Religions in American History (англ.). — Oxford: Oxford University Press, 2000. — 304 p. — ISBN 0199923728.
- Johnson K. P. Initiates of Theosophical Masters. — Albany: State University of New York Press, 1995. — 255 p. — (SUNY series in Western esoteric traditions). — ISBN 0791425568.
- Müller M. Esoteric Buddhism (англ.) // The Nineteenth Century: a monthly review : журнал. — 1893. — Vol. 33, no. 5. — P. 767—788. — ISSN 2043-5290.
- Андреев А. И. Гималайское братство: теософский миф и его творцы: документальное расследование. — СПб.: Изд-во С.-Петербургского университета, 2008. — 432 с. — ISBN 5288047057.
- Дружинин Д. Блуждание во тьме: основные положения псевдотеософии Елены Блаватской, Генри Олькотта, Анни Безант и Чарльза Ледбитера. — Нижний Новгород, 2012. — 352 с. — ISBN 978-5-90472-006-3.
- Кураев А. В. Сатанизм для интеллигенции: о Рерихах и Православии. — М.: Изд-во Московского подворья Свято-Троицкой Сергиевой Лавры, 2006. — 527 с. — ISBN 5778902093.
- Мень А. В. Теософия и Библия // Библиологический словарь, т. 3. — М.: Фонд им. А. Меня, 2002. — 525 с. — ISBN 5-89831-028-2.
- Мень А. В. Магия, оккультизм, христианство: из книг, лекций и бесед. — М.: Фонд им. А. Меня, 1996. — 196 с. — ISBN 5-88403-015-0.

### Публикации теософов и оккультистов
- Letters from the Masters of Wisdom 1881—1888 / C. Jinarajadasa, ed. — Reprint. — Wildside Press LLC, 2008. — 132 p. — ISBN 9781434461070.
- The Mahatma Letters to A. P. Sinnett from the Mahatmas M. & K.H / A. T. Barker, ed. — New York: Frederick A. Stokes Company Publishers, 1924. — 492 p.
- Heindel M. Blavatsky and the Secret Doctrine. — Health Research Books, 1996. — 133 p. — ISBN 9780787304058.
- Olcott H. S. Old Diary Leaves: 1883-87. — Reprint. — Kessinger Publishing, 2003. — 460 p. — ISBN 9780766133419.
- Sanat, Aryel. Transformation: Vital essence of HPB's Secret Doctrine. Part 2 (англ.). teosofia.com. Дата обращения: 15 ноября 2014.
- Van Mater K. The Writing of «The Secret Doctrine».
- Wachtmeister C. Reminiscences of H.P. Blavatsky and The Secret Doctrine. — 2-е изд. — Wheaton, Ill: Theosophical Pub. House, 1976. — 141 p. — (Theosophical classics series). — ISBN 0835604888.
- Zirkoff B. Rebirth of the Occult Tradition: How «The Secret Doctrine» of H. P. Blavatsky was Written. — Wheaton, Ill: Theosophical Publishing House, 1977. — ISBN 9780835675352.
- Боуэн Р. «Тайная Доктрина» и её изучение.
- Вахтмейстер К. Воспоминания о Е. П. Блаватской и «Тайной доктрине» = Reminiscences of H.P. Blavatsky and The Secret Doctrine / Пер. с англ. К. Гилевича и Е. Ляховой. — Одесса: Астропринт, 2011. — 159 с. — (Архивы. Исследования). — ISBN 978-966-190-329-5.
- Гендель М. Блаватская и «Тайная Доктрина».
- Джадж У. К. Авторство «Тайной Доктрины» // Учителя тайной Мудрости / Пер. с англ. М. Барышниковой. — М.: Сфера, 2001. — С. 265—268. — 576 с. — 3000 экз. — ISBN 5-93975-045-1.
- Колдуэлл Д. Х. Миф об отсутствующем третьем томе «Тайной доктрины».
- Крэнстон С. Е. П. Блаватская. Жизнь и творчество основательницы современного теософского движения = HPB: the extraordinary life and influence of Helena Blavatsky, founder of the modern Theosophical movement / Под ред. Л. Л. Данилова. — Рига: ЛИГАТМА, 1999. — ISBN 5-7738-0017-9.
- Мэрфи Г. Когда приходит рассвет: жизнь и труды Елены Петровны Блаватской = When daylight comes: a biography of Helena Petrovna Blavatsky / Пер. с англ. Ю. Окуня. — Урал LTD, 1999. — 437 с.

### Прочие публикации
- Godwin J. Atlantis and the Cycles of Time: Prophecies, Traditions, and Occult Revelations. — Rochester, Vt: Inner Traditions, 2011. — 436 p. — ISBN 978-1-59477-857-5.
- Козлов В. В., Майков В. В. Трансперсональный проект: психология, антропология, духовные традиции. Том I / Рецензенты: В. В. Новиков, К. А. Абульханова-Славская, В. А. Мазилов. — 3-е изд., испр. и доп. — М., 2007. — 350 с. — 3000 экз. — ISBN 5-17-024616-1.
- Сенкевич А. Н. Елена Блаватская. Между светом и тьмой. — М.: Алгоритм, 2012. — 480 с. — (Носители тайных знаний). — 3000 экз. — ISBN 978-5-4438-0237-4.